# Chavenat

Chavenat este o comună în departamentul Charente, Franța. În 1 ianuarie 2018 avea o populație de 183 de locuitori.